# Světová výstava 1889

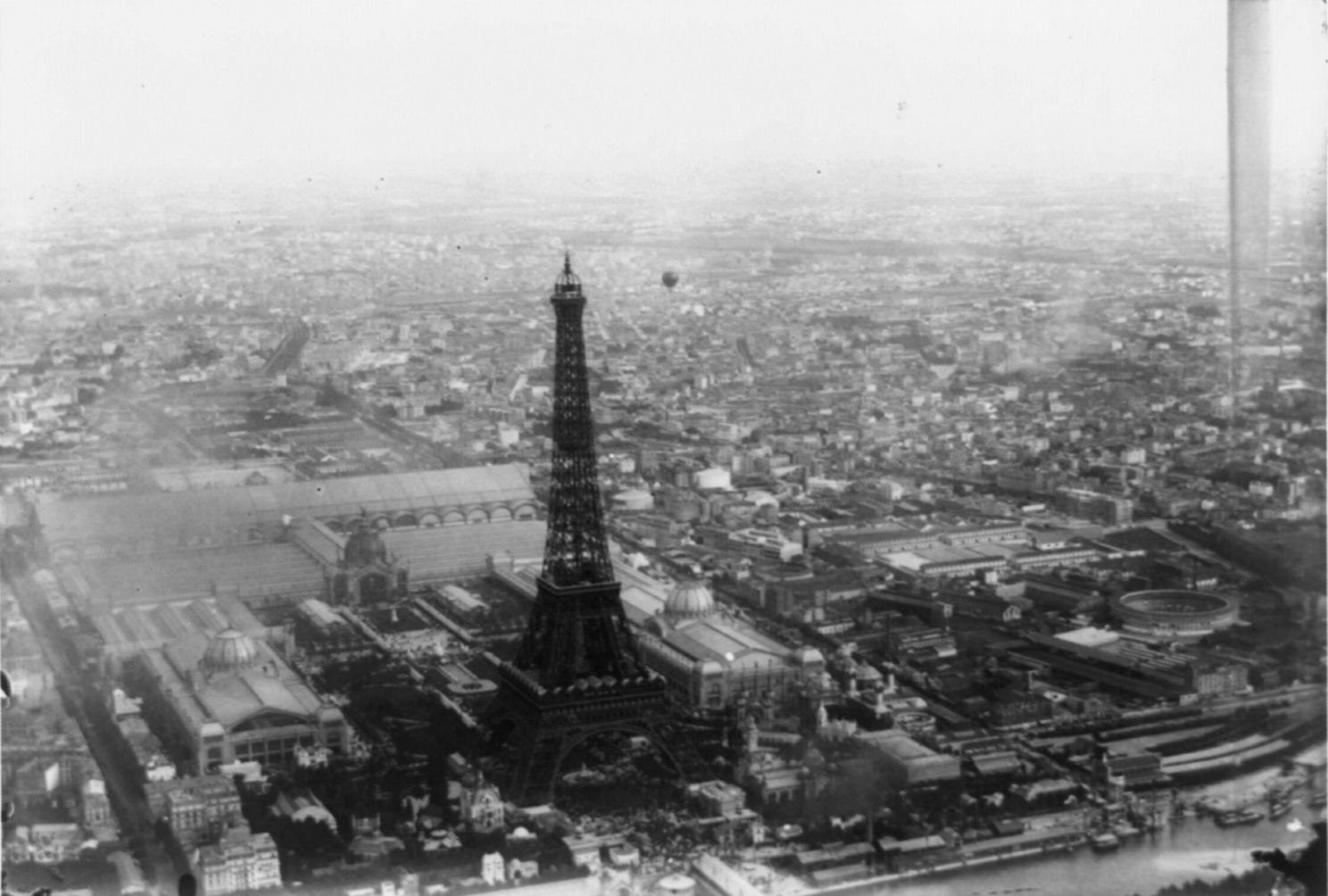
Dobová fotografie výstaviště z balonu

Světová výstava 1889 (francouzsky Exposition universelle de 1889) byla v pořadí 10. světová výstava a zároveň čtvrtá, která se uskutečnila v Paříži. Trvala od 6. května do 31. října 1889. Jejím tématem byla Velká francouzská revoluce, neboť se konala v roce jejího 100. výročí. Pro tuto výstavu byla mj. postavena Eiffelova věž, která se později stala symbolem Paříže. Hlavním organizátorem celé výstavy byl jmenován architekt Jean-Charles Alphand.

## Hlavní stavby
Výstava se rozkládala na ploše více než 50 hektarů. Území Champ-de-Mars na levém břehu řeky Seiny a protilehlý Palác Trocadéro na pravém byly určeny pro umění a průmysl, zatímco prostranství před Invalidovnou bylo věnováno francouzským koloniím a ministerstvu války. Organizací výstavy byl pověřen Jean-Charles Alphand, inženýr města Paříže a blízký spolupracovník barona Haussmanna, který organizoval velkou přestavbu Paříže během Druhého císařství. Některé výstavní pavilony navrhli přední architekti jako Albert Ballu (1849–1939), který projektoval pavilon Argentiny a Pavilon Elysées. Palác výtvarných umění (Beaux Arts) a Palác svobodných umění (Arts Libéraux) navrhl Jean Camille Formigé a Průmyslový palác Max Berthelin. Pod Eiffelovou věží se nacházel vodotrysk, jehož autorem byl Francis de Saint-Vidal (1840–1900).

### Eiffelova věž
Věž Gustava Eiffela je dodnes nejviditelnější památkou na světovou výstavu. Stavba vysoká 300 metrů zvítězila v soutěži organizované Ministerstvem průmyslu a obchodu k oslavě stého výročí Velké francouzské revoluce a pokroku vědy a techniky ve Francii od roku 1789. Eiffelova věž byla slavnostně otevřena 31. března 1889 po dvou letech a dvou měsících práce. Obřadu se zúčastnil premiér Pierre Tirard. Pro veřejnost byla věž otevřena 15. května. Až do uzavření výstavy 6. listopadu Eiffelovu věž navštívily dva miliony návštěvníků. Stavba získala jen dočasné povolení a v roce 1909 měla být opět rozebrána.

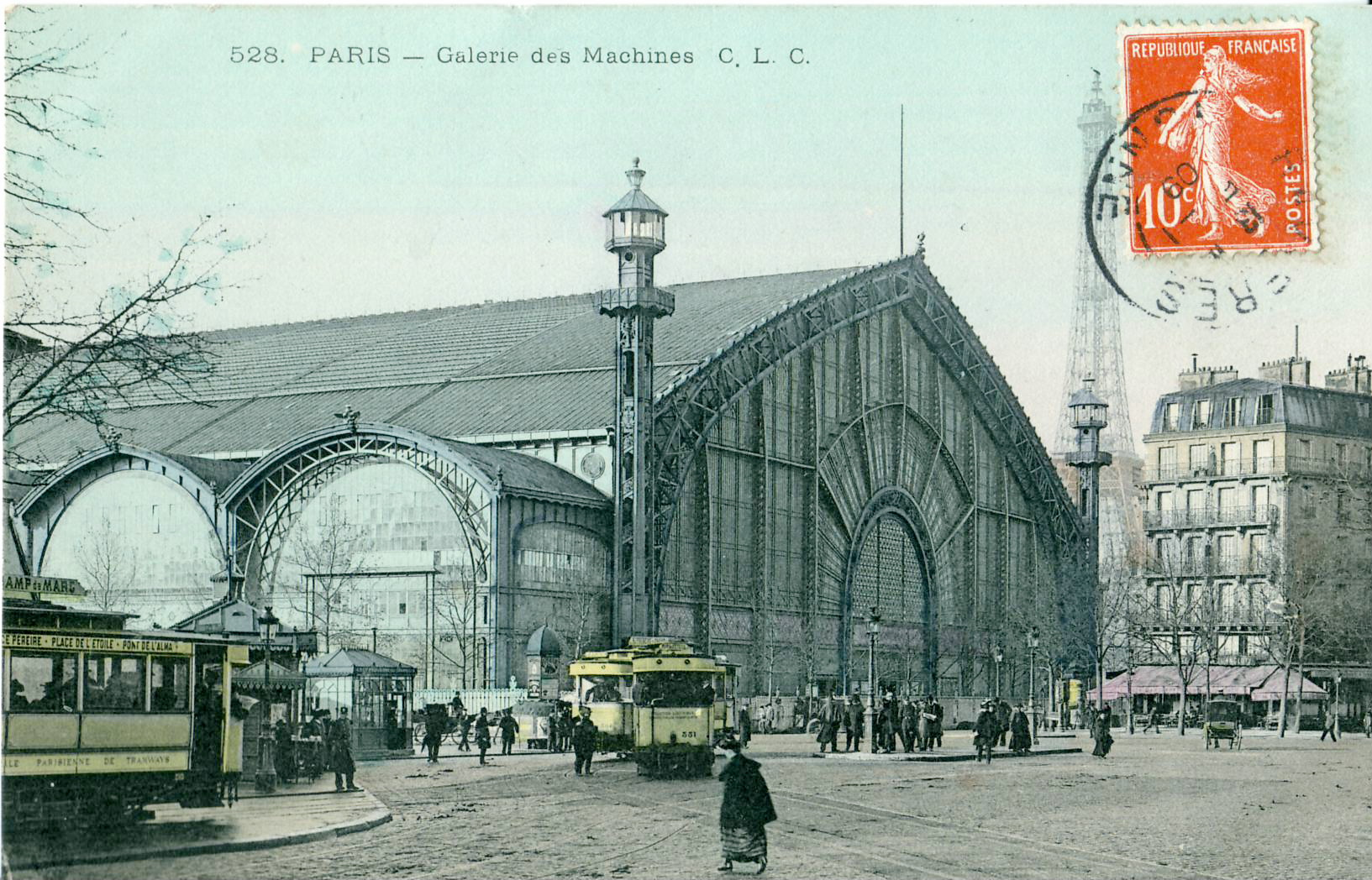
Galerie des machines

### Galerie des machines
Autorem výstavního pavilonu Galerie des machines (Hala strojů) byl architekt Ferdinand Dutert (1845–1906). Hlavní loď byla 110 m široká a 420 m dlouhá a byla největší železnou konstrukcí v Evropě až do její demolice v roce 1909.

### Palác výtvarných umění a Palác svobodných umění
Tyto výstavní pavilony byly rovněž umístěny na Champ-de-Mars. Jejich autorem byl architekt Jean Camille Formigé (1845–1926). Představovaly ukázky secese, která v té době pronikala do Paříže.

### Palais des Industries
Průmyslový palác, který představoval další úspěchy průmyslové revoluce, navrhl architekt Max Berthelin a stavbu realizoval architekt Joseph Bouvard. Jeho střed tvořil Velký centrální dóm (Grand Dôme Central). Jednalo se o první stavbu na výstavě, u které byla ve velkém měřítku využita elektrická energie. Před ním stála kašna, kterou navrhl Jules Coutan. Byla vybavena elektrickým osvětlením, které měnilo barvu podle hudby, kterou hrála vojenská kapela. Kromě toho měli návštěvníci možnost poslouchat prostřednictvím tzv. teatrofonu (upraveného telefonu) stereofonní přenos opery z Palais Garnier.

### Rekonstrukce Bastily
Na nábřeží Seiny u Invalidovny byla vybudována replika Bastily a jejího okolí včetně nádvoří.

### Vesnice
Na výstavě byla vybudována černošská vesnice, ve které žilo 400 domorodců.

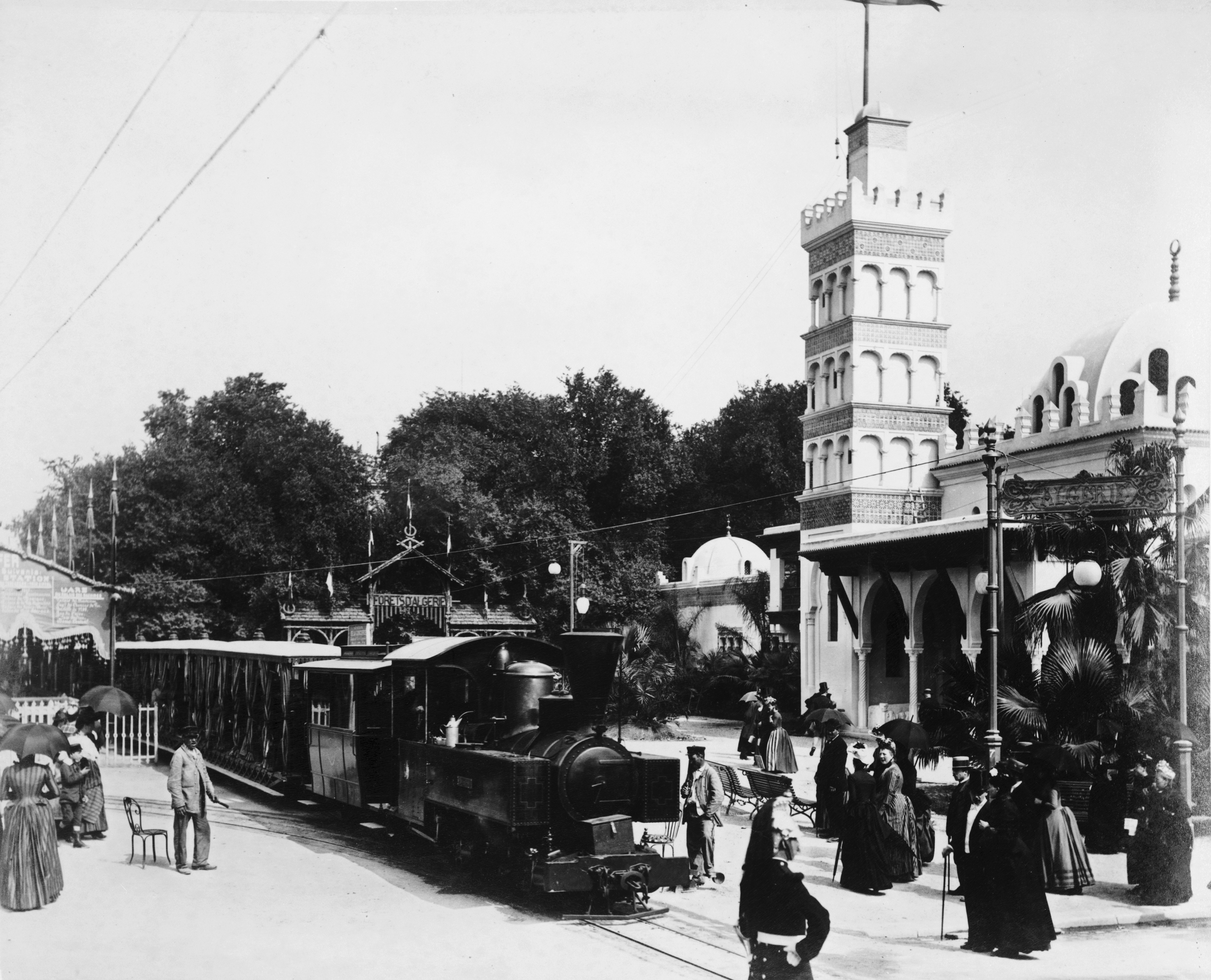
Železnice na výstavišti

### Železnice
Železniční trať Decauville byla velmi populární atrakcí pro návštěvníky. Železnice vedla mezi Champ-de-Mars a Invalidovnou ve vzdálenosti 3 km a procházela dvěma tunely, jedním u Eiffelovy věže a druhým u mostu Alma. Tato prozatímní trať převezla 6 342 446 platících cestujících. Železnice byla slavnostně otevřena 4. května 1889.
Pobyt českých návštěvníků na Světové výstavě ve spolupráci s místní Českoslovanskou besedou (Réunion Tchèque-Slave) organizoval Pavel Albieri.

## Zábava

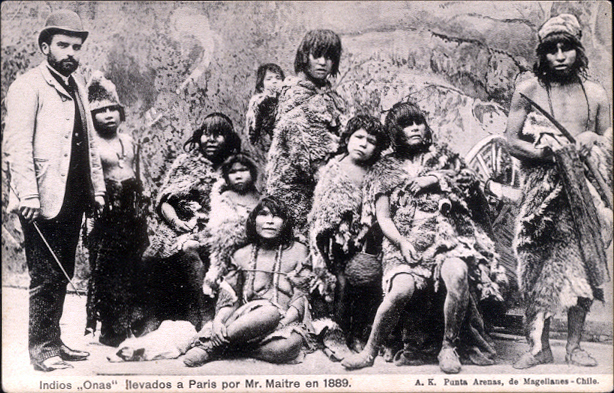
Domorodci z Ohňové země (Argentinská Patagonie), které do Paříže přivezl belgický velrybářský podnikatel Maurice Maître na výstavu.

### Balonové létání
Dva balony naplněné vodíkem umožňovaly návštěvníkům pohled na výstavu z výšky. Jeden se nacházel na Avenue Kléber (pro 12 cestujících) a druhý na Boulevard de Grenelle (10 cestujících). Návrat zpět na zem zajišťovaly parní navijáky.

### Buffalo Bill
Představení „Wild West Show“ Buffalo Billa se setkalo s velkým úspěchem a bylo doprovázeno střeleckým uměním Annie Oakley.

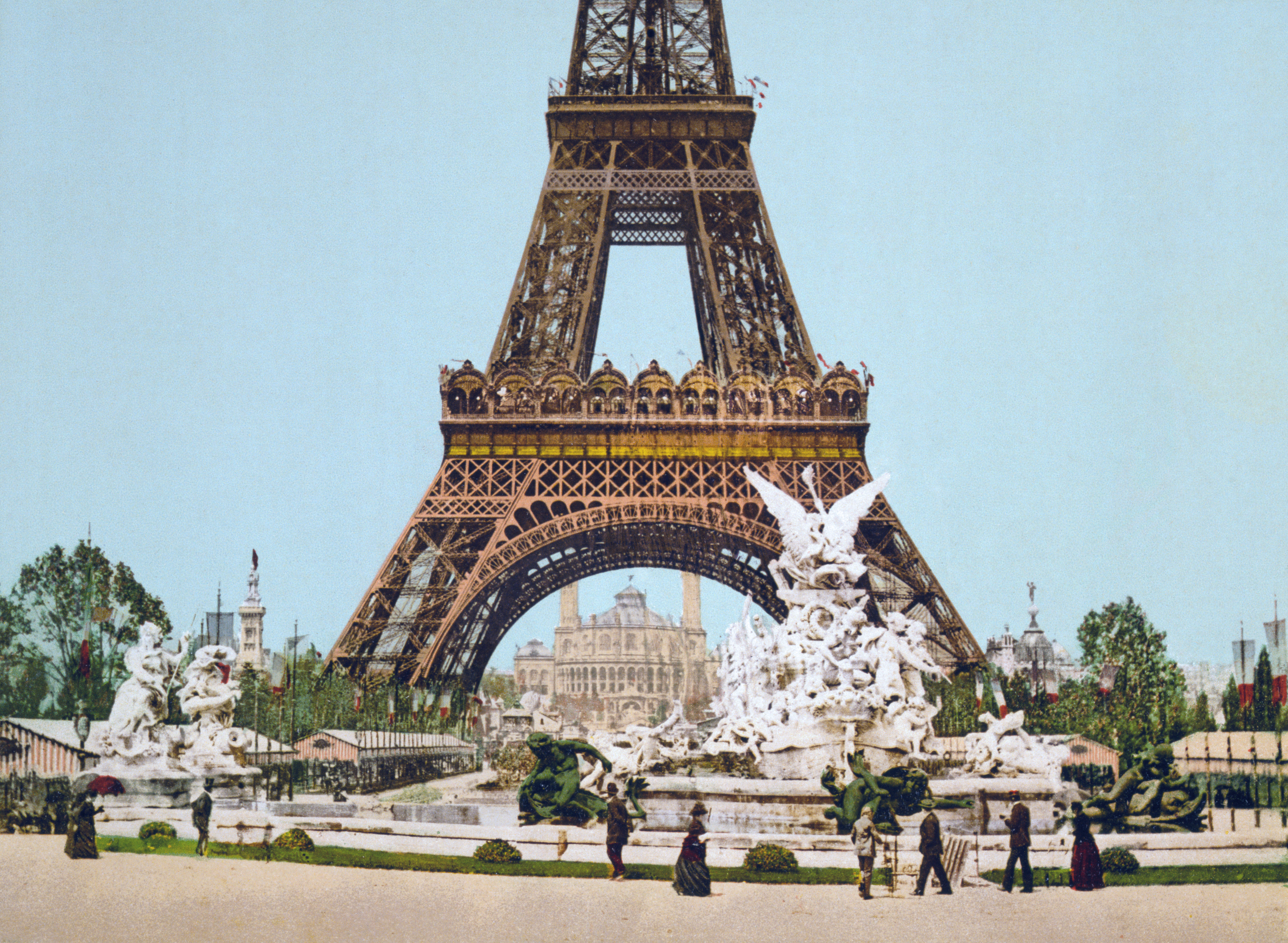
Fontána pod Eiffelovou věží

## Technický pokrok

### Architektura
Výstava představovala nejnovější pokrok v průmyslu, architektuře a technice v souvislosti s industrializací v 19. století. Skleněné tabule v kombinaci s kovovými konstrukcemi umožnily výstavbu nových architektonických staveb, jako byly železniční stanice, haly, obchodní domy, výstavní pavilony nebo skleníky. Ukázkou této architektury na výstavě byla především Galerie des machines.

### Parní stroje
Na výstavě bylo představeno mnoho parních strojů. Zvláštní důraz byl kladen na parní kotle, kde bylo představeno zlepšení vlastností pístů, ozubených kol a řemenic, na vývoj plynových motorů a silných hydraulických a parních jeřábů, které byly použity i při stavbě Eiffelovy věže a Galerie des machines. U příležitosti výstavy uspořádalo Sdružení majitelů parních strojů mezinárodní kongres, který pojednával o nehodách a bezpečnostních opatřeních a prevenci proti výbuchu kotlů.

### Textilní průmysl
V textilním průmyslu výstava ukázala velkou specializaci strojů. Výstava textilií pořádaná obchodní komorou Lyon a Saint-Étienne, kde 200.000 pracovníků vytvářelo téměř čtvrtinu světové produkce luxusního zboží včetně umělého hedvábí, představila francouzskou výrobu jako dominantní (částečně kvůli nízké účasti Anglie).

## Fotografie
Medaili obdržel francouzský fotograf Eugène Pirou a francouzský fotograf působící v Alžírsku Auguste Maure. Vynálezce Ernest Enjalbert představil první plně funkční fotografický automat (francouzský patent č. 196451 ze 4. března 1889). Zlatou medaili za objev využití hořčíku v zábleskovývh lampách získal Paul Boyer.

## Statistika
Výstava se uskutečnila na ploše přes 50 ha. Náklady činily 41,5 milionů franků a příjmy byly 49,5 milionů franků. Výstavu navštívilo 32 300 000 osob. Vystavovatelů bylo přes 60 000 (55% z nich bylo Francouzů) ze 35 zemí.

## Vstupné
Během dne činilo vstupné 1 frank za osobu, ve večerních hodinách během týdne to bylo 2 franky. V neděli večer opět jeden frank na osobu. Existovalo rovněž předplatné ve výši 100 franků na osobu.